# Trehörningsskogen
Trehörningsskogen este o arie protejată (arie specială de conservare — SAC, sit de importanță comunitară — SCI, arie de protecție specială avifaunistică — SPA) din Suedia întinsă pe o suprafață de 179 ha, integral pe uscat.

## Localizare
Centrul sitului Trehörningsskogen este situat la coordonatele 59°32′00″N 18°22′00″E / 59.5332°N 18.3666°E.

## Înființare
Situl Trehörningsskogen a fost declarat sit de importanță comunitară în ianuarie 1998 pentru a proteja 1 specie de plante și 6 specii de animale. Alte tipuri de protecție:
- arie de protecție specială avifaunistică (în mai 2006)[2]
- arie specială de conservare (în martie 2011)[1][3][4]

## Biodiversitate
Situată în ecoregiunea boreală, aria protejată conține 5 habitate naturale: Mlaștini împădurite, Păduri caducifoliate de mlaștină fino-scandinave, Taiga vestică, Păduri fino-scandinave bogate în ierburi cu Picea abies, Mlaștini turboase de tranziție și turbării mișcătoare.
La baza desemnării sitului se află mai multe specii protejate:
- plante (1): Buxbaumia viridis
- păsări (4): cocoșul de mesteacăn (Bonasa bonasia), ciocănitoare neagră (Dryocopus martius), viespar (Pernis apivorus),  cocoș de munte (Tetrao urogallus)
- nevertebrate (2): Dytiscus latissimus, libelule (Leucorrhinia pectoralis)